# Xysticus shillongensis
Xysticus shillongensis är en spindelart som beskrevs av Benoy Krishna Tikader 1962. Xysticus shillongensis ingår i släktet Xysticus och familjen krabbspindlar. Inga underarter finns listade i Catalogue of Life.